# Обикновена горчивка
Обикновената горчивка (Rhodeus sericeus) е вид красиво оцветена дребна речна риба от семейство Шаранови (Cyprinidae).

## Разпространение
Среща се в долните и средни течения на повечето реки в България.

## Описание
Видът достига на дължина до 6 – 8 cm. Мъжките са значително по-ярко оцветени в розово и червено от долната страна и синьо, виолетово и маслено зелено от горната. Отстрани има ярка зелена ивица и едно по-тъмно, понякога виолетово петно в предната част на тялото.

## Размножаване
Хайвера си поставя чрез специално яйцеполагало в мантията на живи речни миди, хвърля 400 до 600 хайверени зърна. Добре се чувства и размножава и в аквариумна обстановка.